# Мужская сборная Дании по хоккею на траве
Мужская сборная Дании по хоккею на траве — мужская сборная по хоккею на траве, представляющая Данию на международной арене. Управляющим органом сборной выступает Союз хоккея на траве Дании (дат. Dansk Hockey Union, англ. Danish Hockey Union).

## Результаты выступлений

### Олимпийские игры
- 1908 — не участвовали
- 1920 —
- 1928 — 5-е место
- 1932—1936 — не участвовали
- 1936 — 10-е место
- 1948 — 11-е место
- 1952—1956 — не участвовали
- 1960 — 16-е место
- 1964—2012 — не участвовали

### Чемпионат Европы
- 1970 — 18-е место
- 1974 — 14-е место
- 1978—2015 — не участвовали

### Чемпионат Европы (III дивизион)
(EuroHockey Nations Challenge III, до 2011 назывался EuroHockey Nations Challenge I)
- 2007 — 5-е место[1]
- 2009 — 7-е место[2]

### Чемпионат Европы (IV дивизион)
(EuroHockey Nations Challenge IV, до 2011 назывался EuroHockey Nations Challenge II)
- 2005 — [3]

### Чемпионат Европы (индорхоккей)
I дивизион
- 2010 — 8-е место[4]

II дивизион
- 2008 — [5]
- 2012 — 4-е место[6]
- 2014 — 4-е место[7]